# Costa Cabirolera
El pico de Costa Cabirolera es una cumbre de la sierra del Cadí, en el Prepirineo catalán, en España. Es la cima más alta de la provincia de Barcelona con 2604 metros de altitud.